# Biagio Proietti
Biagio Proietti (Roma, 23 giugno 1940 – Roma, 12 marzo 2022) è stato uno sceneggiatore, regista e scrittore italiano.

## Biografia
Ha legato il suo nome ad alcune produzioni per il cinema horror, fra cui Black Cat (Gatto nero), diretto da Lucio Fulci. 
In televisione il suo primo successo è stato Coralba; in seguito ha firmato, creato e sceneggiato tutti gli episodi della serie televisiva Dov'è Anna? e della miniserie Philo Vance sull'omonimo investigatore-dandy, portato sul piccolo schermo da Giorgio Albertazzi. 
Ha lavorato anche per la radio, per la quale ha scritto e diretto Il lungo addio e Aspetterò di Raymond Chandler, e gli originali Tua per sempre, Claudia e Così è la vita, in collaborazione con la moglie Diana Crispo.
Per il teatro ha scritto due pièce dedicate a due mostri sacri della letteratura del mistero, L'ultimo incubo di Edgar Allan Poe e Hammett N. 3241. 
Nel 2014 è uscito il romanzo Dov'è Anna?, rielaborazione della sua omonima miniserie, anch'esso scritto con la consorte.
Ha fatto parte del Consiglio di gestione della SIAE e del direttivo di Writers Directors Worldwide.

## Filmografia

### Sceneggiatore

#### Cinema
- Fai in fretta ad uccidermi... ho freddo!, regia di Francesco Maselli (1967)
- Quanto costa morire, regia di Sergio Merolle (1968)
- La morte risale a ieri sera, regia di Duccio Tessari (1970)
- L'assassino ha riservato nove poltrone, regia di Giuseppe Bennati (1974)
- Black Cat (Gatto nero), regia di Lucio Fulci (1981)
- Storia senza parole, regia di Biagio Proietti (1981)
- Chewingum, regia di Biagio Proietti (1984)
- Puro cashmere, regia di Biagio Proietti (1986)
- L'ultima ora, regia di Marco Belocchi – cortometraggio (2009)

#### Televisione
- Coralba, regia di Daniele D'Anza – miniserie TV, 5 episodi (1970)
- Un certo Harry Brent, regia di Leonardo Cortese – miniserie TV, 6 episodi (1970)
- K2 + 1 – serie TV, 2 episodi (1971)
- Come un uragano, regia di Silverio Blasi – miniserie TV, 5 episodi (1971)
- Lungo il fiume e sull'acqua, regia di Alberto Negrin – miniserie TV, 5 episodi (1973)
- Ho incontrato un'ombra, regia di Daniele D'Anza – miniserie TV, 4 episodi (1974)
- Philo Vance, regia di Marco Leto – miniserie TV, 6 episodi (1974)
- Un uomo curioso – film TV (1975)
- Dov'è Anna?, regia di Piero Schivazappa – miniserie TV, 7 episodi (1976)
- La mia vita con Daniela, regia di Domenico Campana – miniserie TV, 2 episodi (1976)
- L'ultimo aereo per Venezia – miniserie TV, 8 episodi (1977)
- Madame Bovary, regia di Daniele D'Anza – miniserie TV, 6 episodi (1978)
- Doppia indagine – miniserie TV, 3 episodi (1978)
- Racconti fantastici, regia di Daniele D'Anza – miniserie TV, 4 episodi (1979)
- Il filo e il labirinto – miniserie TV, 4 episodi (1978)
- Il fascino dell'insolito – serie TV, 5 episodi (1980-1982)
- Incontrarsi e dirsi addio – miniserie TV, 3 episodi (1983)
- Sound, regia di Biagio Proietti – miniserie TV (1989)

### Regista

#### Cinema
- Storia senza parole (1981)
- Chewingum (1984)
- Puro cashmere (1986)

#### Televisione
- Il filo e il labirinto – miniserie TV, 1 episodio (1979)
- Il fascino dell'insolito – serie TV, 3 episodi (1980-1981)
- Uno + uno – miniserie TV, 3 episodi (1983)
- Sound – miniserie TV (1989)

## Opere letterarie
- Dov'è Anna?, scritto con Diana Crispo, Rizzoli editore, 1976
- Che peccato morire d'estate, scritto con Diana Crispo - Il resto del Carlino, 1983
- E se a Torino di notte sorgesse il sole, scritto con Diana Crispo - Stampa Sera, 1984
- Una vita sprecata, Ed. Flaccovio, 2005
- Io sono la prova, Ed. Flaccovio, 2007
- Chiunque io sia, scritto con Diana Crispo, Ed. Hobby & Work, 2012
- Il segno del telecomando - Dallo sceneggiato alla fiction, scritto con Maurizio Gianotti, edizioni Rai Eri, 2015
- Daniele D'Anza - Un rivoluzionario della televisione, scritto con Mario Gerosa, Edizioni Il Foglio, 2017
- La prima domenica di giugno, scritto con Osvaldo De Micheli, Demba Libri, 2017
- Black Cat - Il gatto nero, romanzo dal film, Edizioni Psiche & Aurora, 2020

## Radio
- Il dente - Il magnate del teatro (radiodramma da Ring Lardner, 1965)
- La provinciale (radiodramma da Alberto Arbasino, 1967)
- Una penna senza inchiostro (originale radiofonico, regia 1967)
- L'assassinio di via Belpoggio (radiodramma da Italo Svevo, regia 1967)
- Il lungo addio (7 puntate da Raymond Chandler, sceneggiatura, regia 1968)
- Gli uccelli (radiodramma da Daphne du Maurier, sceneggiatura regia 1969)
- Aspetterò (radiodramma da Raymond Chandler, anche regia 1970)
- L'annullamento (radiodramma, regia 1970)
- Tua per sempre, Claudia (originale radiofonico scritto con Diana Crispo, anche regia 1976)
- Io e loro (1990)
- Ambra (due serie soggetto sceneggiatura 1991, 1992)
- Roma straniera (1991)
- Radio in piazza (1991)
- Così è la vita (originale radiofonico scritto con Diana Crispo, anche regia 1996)

## Teatro
- Delitto per delitto – testo (2000)
- La febbre dell'ottone – testo (2001)
- L'ultimo incubo di Edgard Allan Poe – testo e regia (2002; 2009)
- Hammett N.3241 – testo e regia (2005; 2009)
- Hammett & Hellman – testo e regia (2009)